# Arthroleptis kutogundua
Arthroleptis kutogundua é uma espécie de anfíbio anuro da família Arthroleptidae. Está presente na Tanzânia. A UICN classificou-a como em perigo crítico.